# Magyarország közmunka- és közlekedésügyi minisztereinek listája
A Közmunka- és Közlekedésügyi Minisztérium az első magyar felelős kormány (Batthyány-kormány) által életre hívott minisztérium volt, mely a szabadságharc leverését követően megszűnt, feladatait a mindenkori bécsi kormány látta el.
A kiegyezés révén 1867. február 20-án újjáalakult és a mindenkori magyar kormány egyik minisztériuma maradt 1889. június 15-ig, amikor a Földművelés-, Ipar- és Kereskedelemügyi Minisztériumot kettéválasztották egy Földművelődésügyi Minisztériumra és egy Kereskedelemügyi Minisztériumra. Az átszervezéskor az utóbbiba beolvasztották az addig önálló Közmunka- és Közlekedésügyi Minisztériumot is, így ez 1889. június 15-én megszűnt.

## A minisztérium vezetői
| Név                            | hivatal kezdete      | hivatal vége         | párt            | megjegyzés                                                              |
| ------------------------------ | -------------------- | -------------------- | --------------- | ----------------------------------------------------------------------- |
| Széchenyi István               | 1848. április 16.    | 1848. szeptember 4.  | pártonkívüli    |                                                                         |
| ?                              | 1848. szeptember 4.  | 1848. október 2.     | ?               | A minisztérium osztályfőnöke                                            |
| Országos Honvédelmi Bizottmány | 1848. október 3.     | 1849. április 14.    | OHB             |                                                                         |
| Csány László                   | 1849. április 14.    | 1849. augusztus 11.  | Ellenzéki Párt  |                                                                         |
| A bécsi kormány hatáskörében   | 1849. augusztus 11.  | 1867. február 20.    | —               |                                                                         |
| Mikó Imre                      | 1867. február 20.    | 1870. április 21.    | Deák-párt       |                                                                         |
| Gorove István                  | 1870. április 21.    | 1871. június 21.     | Deák-párt       |                                                                         |
| Tisza Lajos                    | 1871. június 21.     | 1873. december 19.   | Deák-párt       |                                                                         |
| ifj. Zichy József              | 1873. december 19.   | 1875. március 2.     | Deák-párt       | részben egyidőben Földmívelés-, ipar-, és kereskedelemügyi miniszter is |
| Péchy Tamás                    | 1875. március 2.     | 1880. április 14.    | Szabadelvű Párt |                                                                         |
| Szapáry Gyula                  | 1880. április 14.    | 1880. április 24.    | Szabadelvű Párt | ideiglenesen                                                            |
| Ordódy Pál                     | 1880. április 24.    | 1882. augusztus 9.   | Szabadelvű Párt |                                                                         |
| Kemény Gábor                   | 1882. augusztus 9.   | 1886. szeptember 19. | Szabadelvű Párt |                                                                         |
| Orczy Béla                     | 1886. szeptember 19. | 1886. december 29.   | Szabadelvű Párt | király személye körüli miniszterként, ideiglenesen                      |
| Baross Gábor                   | 1886. december 29.   | 1889. június 15.     | Szabadelvű Párt |                                                                         |